# گریت ویلبراهام
گریت ویلبراهام (به انگلیسی: Great Wilbraham) یک روستا و محله مدنی در بریتانیا است که در کمبریج‌شر جنوبی واقع شده‌است. گریت ویلبراهام ۶۳۹ نفر جمعیت دارد.